# Shöpping.at
shöpping.at ist ein österreichischer Online-Marktplatz, der eine Vielzahl von Produkten aus Bereichen wie Elektronik, Mode, Lebensmittel, Haushaltswaren und Beauty anbietet. Die Zustellung in Österreich erfolgt CO₂-neutral durch die Österreichische Post.

## Geschichte
shöpping.at wurde als Start-up der Österreichischen Post AG gegründet und ging  am 5. April 2017 mit 60 Händlern und 500.000 unterschiedlichen Produkten online. Im Jahr 2020 verkauften über 1000 Händler auf dem Online-Marktplatz.
Mit Beginn 2023 öffnete sich shöpping.at für ausgewählte Händler aus den Nachbarländern, um das Sortiment auf dem Marktplatz für Endkundinnen und Endkunden zu erweitern. Im Herbst 2024 ist shöpping.at mit dem Mutterkonzern, der Österreichischen Post AG, verschmolzen und startete zur selben Zeit den Versand über Österreichs Grenzen hinaus nach Deutschland.
Diese Entwicklungen hatten eine Neupositionierung zur Folge, die im Mai 2025 mit neuem Logo, neuem Claim und dem stärkeren Fokus auf die internationale Ausrichtung umgesetzt wurde.